# Владимирский собор 1274 года
Владимирский собор 1274 года — архиерейский собор Русской Церкви, проведённый по инициативе митрополита Кирилла II в 1274 году во Владимире. Ряд исследователей считают, что это событие произошло в Киеве на год раньше.

## Предыстория
В 1237—1241 годах Русь пережила монголо-татарское нашествие. В условиях тяжёлого кризиса церкви в 1243 году митрополитом стал Кирилл II (ум. 1281). Стержнем его политики было признание власти монголов ради передышки, и в этом он был солидарен с Александром Невским.
Митрополит Кирилл в 1270 году обратился к деспоту (полунезависимому князю) из Болгарии Иакову Святославу и просил его прислать славянский список Кормчей, с толкованиями Зонары и Вальсамона, так как до этого на Руси ходил только славянский текст без толкований.
Новая Кормчая была прислана. Это книга, переведённая около 1225 года в Сербии с греческого языка на церковнославянский, и её стали называть "Кормчая Саввы Сербского". В 1274 году (по некоторым данным в 1273 году) митрополит Кирилл созвал собор для устранения разногласий в церковном праве.

## Участники
На соборе присутствовали следующие епископы: Далмат Новгородский, Игнатий Ростовский, Феогност Сарайский  и Симон Полоцкий. Там же был поставлен епископом Владимирским архимандрит Серапион Печерский.

## Решения
На этом соборе была признана в качестве собрания правил новая Кормчая книга.
Известны также 9 определений собора против нестроений:
1. Ограничена симония — поставление в сан «по мзде», установлена фиксированная плата за рукоположение: по 7 гривен за поповство и дьяконство о обоих; оговариваются качества тех, кто собирается стать клириком (должны пройти испытания и быть старше 30 лет);

2. Указывается совершать крещение только в три погружения и запрещается смешивать миро и елей при миропомазании;

3. Говорится о распространении обычая кулачных боёв в праздники;

4. Перечисляются нарушения в чине проскомидии, которые имели место в некоторых храмах;

5. Говорится о пьянстве клириков и мирян в период «от святыя недели вербныя до всех святых» (в день Вербного Воскресения);

6. Запрещается освящать «кубок за мертвых» диаконам или простым служкам;

7. Говорится о языческом обычае водить невест к воде;

8. О распространении «дионусова праздника», или «русалии» в Великую субботу (массовые оргии и языческие пляски);

9. О кресте и святой воде.

## Значение
Собор способствовал упрочнению церковной дисциплины, уточнению церковной практики.